# フロントイノセント
『フロントイノセント』（Front Innocent）は、2005年3月10日にMOONROCK（ムーンロック）より発売されたアダルトアニメ作品。『フロントイノセント 〜もうひとつのレディイノセント〜』の副題も存在する。
うるし原智志による初監督・脚本作品。南北戦争時代のアメリカ合衆国南部を舞台として、後述の作画による濃厚なセックス描写を交えながら、2人の少女の過酷な運命が描かれる。
構想6年かつ製作期間4年を費やした繊細な作画が売りであったが、2024年現在続巻は出ておらず、物語も未完結である（EDで続編の一部が見られる）。制作会社のホームページも2015年以降現存しておらず、現況は不明である（ただし、同社の製作作品は本作含めFANZAで購入可能である）。

## あらすじ
南北戦争時代のアメリカ南部。―彼の地には専制的な地主による非人道的な風習が色濃く残っていた。
農場主・カーソン家の一人娘フェイは、母亡き後も父の愛を一身に受け、美しく育っていた。
しかしその容姿は有力な地主のマーク卿から目をつけられていた。
ある日二ヶ月ぶりに我が家に戻ったフェイを幼きときよりフェイに使えるソフィアが温かく出迎えた。
久し振りにジョンとも再会し、愛を確かめるように激しく求め合うフェイとジョン――。
その夜、ソフィアはフェイに身体を預けお互いを慰め合った。これから待ち受ける過酷な運命など知らずに…。

## 登場人物
ジョン
主人公。幼少期に両親を亡くしたのち、おじであるマイケルに引き取られた。フェイ、ソフィアとは従兄の間柄。
夢は医者になること。幼いころフェイをかばって負った傷跡が胸にある。
フェイ
農場主・カーソン家の一人娘。2か月間、叔母のマーサの元で教育を受けていた。
夢は医者になったジョンの助けになること。幼いころジョンに助けられて以来恋心を抱いている。
ソフィアが異母姉（同い年だがフェイのほうが数か月遅れて生まれている）であることを知っており、人前では立場上呼び捨てる一方で二人きりの時だけ「ソフィア姉さま」と呼ぶ。
ソフィア
フェイの使用人にして異母姉。母親はマイケルに仕えるメイドで、フェイの母と幼馴染の間柄だった。
常にフェイを第一に考えており、彼女の願いを受け入れてジョンの性欲処理を手伝ったりもする。ジョンに対しての好意も持っている一方でフェイのことも妹として以上に愛しており、双方と肉体関係にある。
ジェーン
ジョンの姉で、ともにマイケルに引き取られた。
おじであるマイケルと恋人関係にある。
マイケル
フェイとソフィアの父。牧場主で、複数のメイドを雇い入れている。温厚だが、底知れなさを持った人物。
アイネ
茶髪の女性メイド。世間の風習に従い胸部と股間を露わにしたメイド服をまとい、主人であるマイケルの性処理も職務とする。
メガミマガジン誌上の読者企画『α』よりのゲストキャラクター。
エイチェル
長い黒髪の女性メイド。アイネ同様に胸部と股間を露わにしたメイド服をまとい、主人であるマイケルの性処理も職務とする。
メガミマガジン誌上の読者企画『α』よりのゲストキャラクター。
マーク卿
酷薄、好色な大地主。権力をかざして近隣の娘を招いては乱交パーティーを開いている。

## スタッフ
- 原作・監督・脚本・絵コンテ・キャラクターデザイン・作画監督：うるし原智志
- 製作：賀山茂、瀬端文雄
- 企画：アースワーク、大川弘
- プロデューサー・撮影監督：よしもときんじ
- アシスタント・プロデューサー：小三弥生、酒井俊治
- 脚本：たかおかよしお（エピソード 0のみ）
- 美術監督：伊藤聖
- 美術設定：かとうひでお
- 色彩設計・色指定・検査：田中亮太
- 音響監督：黛計
- 編集：田熊純
- 音楽：アン・フー
- 動画チェック：呀龍スタジオ
- 録音：立花康夫
- 録音スタジオ：タバック
- DVDプロデューサー：赤羽影士
- タイトル：フォルテス
- 制作担当：Luvless
- 進行協力：小林昌司
- アニメーション・プロデューサー：越中おさむ
- アニメーション制作：ARMS
- 制作：FORTES
- 製作：MOONROCK

## DVD
- 「フロントイノセント #0 エピソード 0」 2004年8月16日発売 HODA-00003
  - DVDセル専用初回生産限定特典
    - 完全復刻!ドラマCD「レディイノセント」+2005年度版ミニ・カレンダー付き
- 「フロントイノセント VOL.1 - 通常版」 2005年3月10日発売 HODA-00006
- 「フロントイノセント VOL.1 - 初回限定版」 2005年3月10日発売 HODA-00008
  - 初回生産分のみ封入特典
    - 特質アウターケース収納+ミニ原画集封入

  - DVD特典
    - 設定資料集+ノンテロップエンディング

## 画集
- 『うるし原智志ビジュアルワークス 〜フロントイノセントvol.1より〜』（エンターブレイン、2005年10月3日発売） ISBN 4757724969